# Åmli
Åmli is een dorp en gemeente in fylke Agder in Noorwegen. Het is een typische plattelandsgemeente die grotendeels uit bos bestaat. In januari 2017 telde Åmli 1856 inwoners. Het bestuur is gevestigd in het dorp Åmli, waar goed 600 mensen wonen.
De huidige gemeente Åmli is gevormd in 1967 toen het oude Åmli werd samengevoegd met de voormalige gemeenten Tovdal en Gjøvdal. Daarmee werd de situatie van voor 1908 hersteld toen Åmli juist in drieën was verdeeld.

## Ligging
Åmli ligt in het noorden van het vroegere Aust-Agder. Ten noorden liggen de gemeenten Fyresdal en Nissedal die beide tot Vestfold og Telemark behoren. In het oosten grenst de gemeente aan Vegårshei, in het zuiden aan Froland en in het westen aan Bygland. De Nidelva en de Tovdals6lva lopen door de twee dalen van de gemeente waarin ook de dorpjes liggen. Hoogste punt van de gemeente is Trongedalsfjell die 930 meter hoog is. Overigens bestaat de gemeente voornamelijk uit beboste heuvels tussen de 700 en 800 meter.

## Vervoer

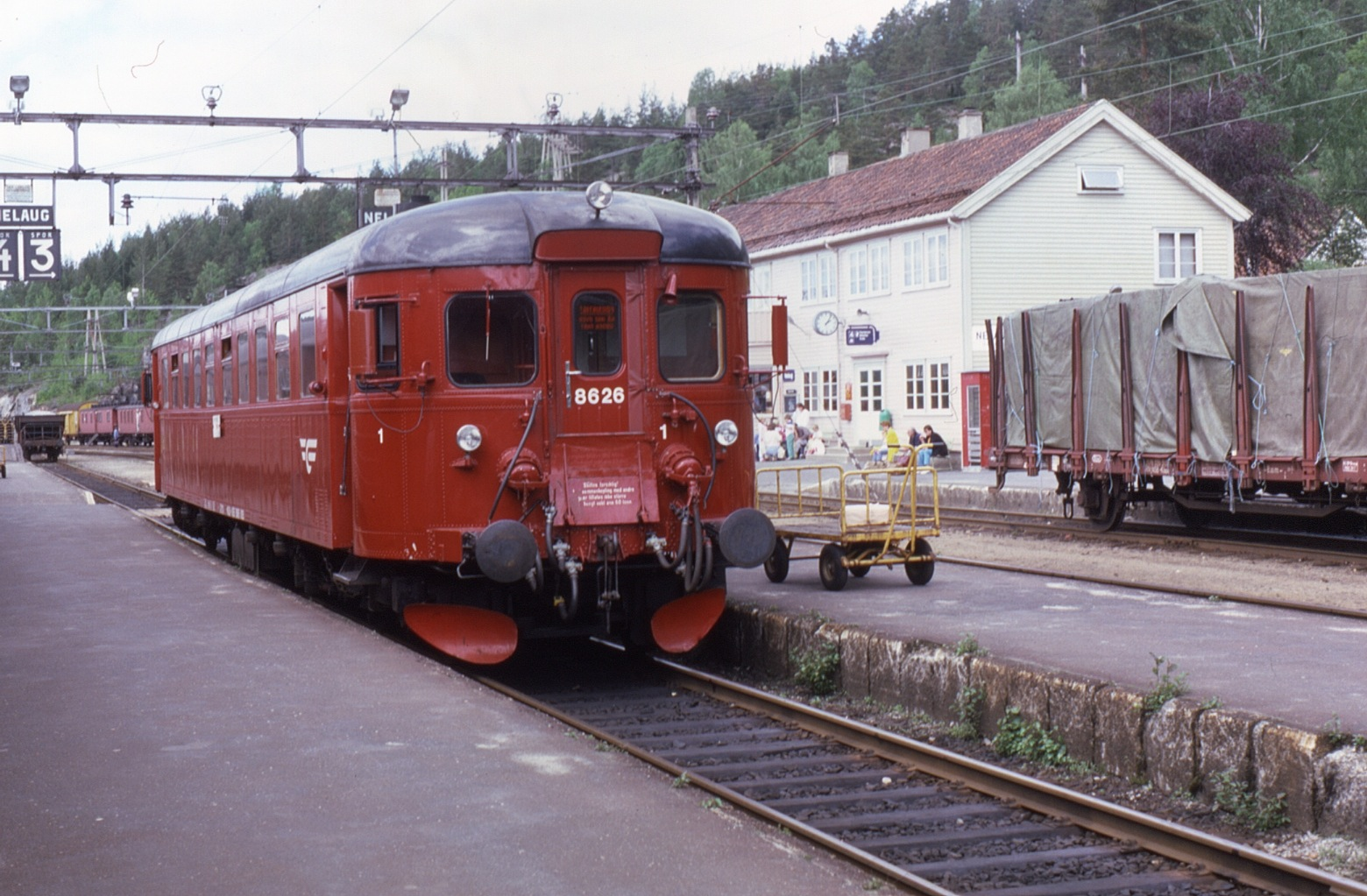
Station Nelaug

Door de gemeente loopt de spoorlijn van Oslo naar Kristiansand en de zijlijn naar Arendal. Stations zijn er in Nelaug en Flaten. Voornaamste weg is riksvei 41, ook bekend als Telemarksveien, die Kristiansand verbindt met Kviteseid.

## Taalstrijd
De gemeente had tot recent een voorkeur voor Nynorsk. In 2010 vond er na een langere periode van strijd een referendum plaats waarin een kleine meerderheid stemde voor invoering van Bokmål als eerste taal voor de gemeente maar voor Nynorsk op de scholen. De gemeenteraad besloot vervolgens met 9 tegen 8 stemmen ook op de scholen Bokmål te gaan gebruiken. 

## Het dorp Åmli
Åmli is een betrekkelijk klein dorp. Het dankt zijn beperkte groei aan de opening van een station langs de voormalige Treungenbanen die Arendal verbond met Treungen. De lijn die in gedeeltes werd aangelegd bereikte in 1910 het dorp. Het station is inmiddels al lang gesloten. De huidige kerk van het dorp stamt uit dezelfde tijd. Een eerder gebouw ging in 1907 door brand verloren. De kerk is een beschermd monument. 

## Overige dorpen
Naast het hoofddorp liggen er nog een aantal kleinere plaatsen in de gemeente. Nelaug is een bescheiden spoorwegknooppunt. Dølemo is een bescheiden dorp in het noorden van de gemeente aan de Tovdalselva. Tovdal en Gjøvdal zijn kleine kerkdorpen.

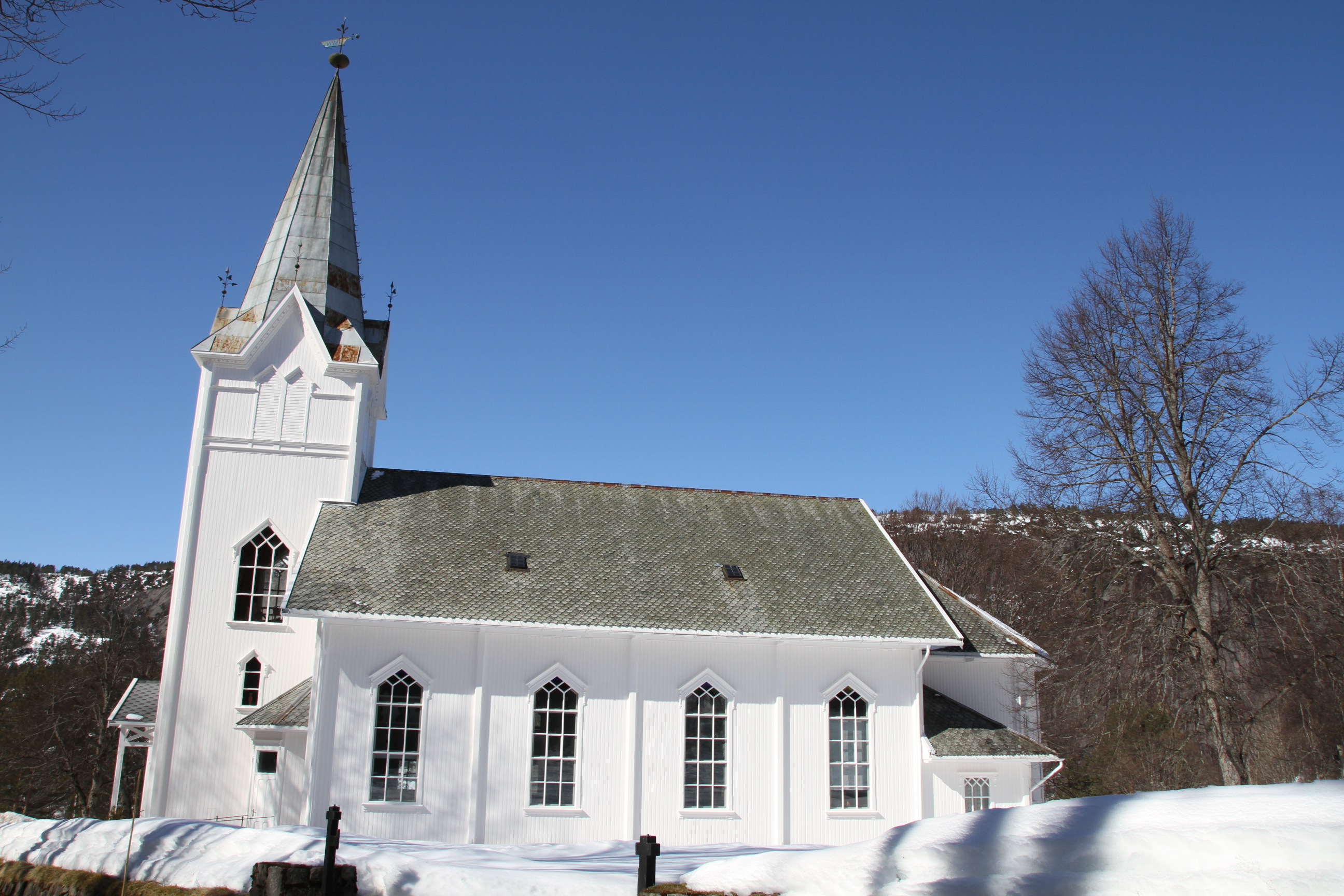
Kerk van Åmli
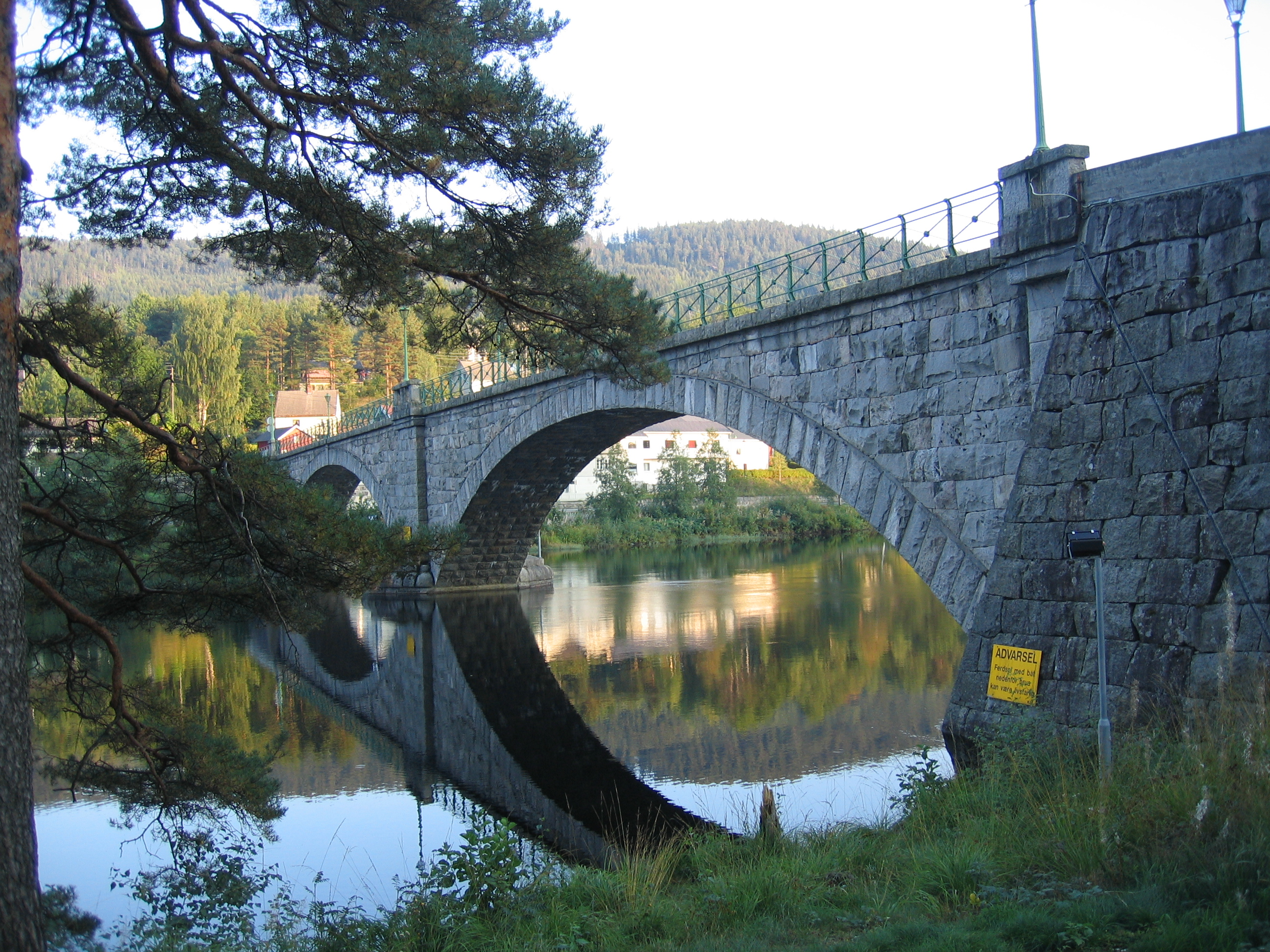
Brug over de Nidelva
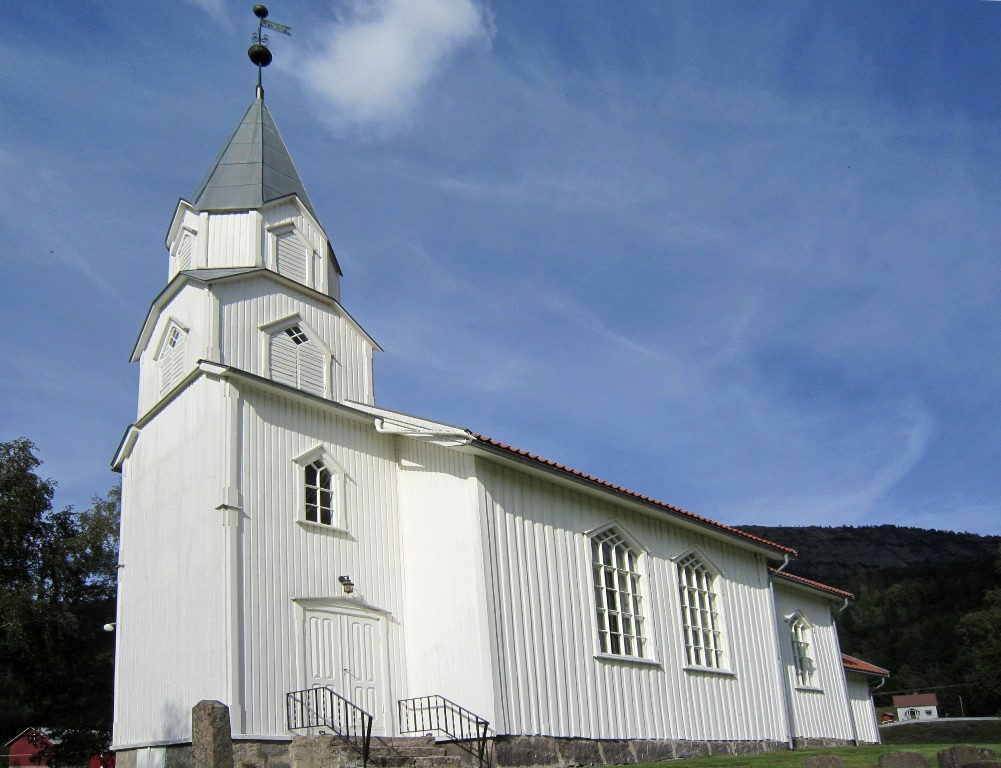
Kerk van Gjøvdal

Arendal · Birkenes · Bygland · Bykle · Evje og Hornnes · Farsund · Flekkefjord  · Froland · Gjerstad · Grimstad · Hægebostad · Iveland · Kristiansand · Kvinesdal · Lillesand · Lindesnes · Lyngdal · Risør · Sirdal · Tvedestrand · Valle · Vegårshei · Vennesla · Åmli · Åseral 

Fylker van Noorwegen